# Enicospilus emcedius
Enicospilus emcedius là một loài tò vò trong họ Ichneumonidae.